# الاتحاد الجنوبي الغربي الإقليمي لكرة القدم
الاتحاد الإقليمي لكرة القدم الجنوبية الغربية ( (بالألمانية: Fussball-Regional-Verband Südwest)‏ ) ، FRVS ، هي واحدة من خمس منظمات إقليمية لاتحاد كرة القدم الألماني، DFB، وتغطي ولايتي راينلاند بالاتينات وسارلاند. 